# Asiático-britânicos
Os asiático-britânicos (em inglês: Asian British, British Asians ou Asian Britons) são um grupo multiétnico de residentes do Reino Unido que se identificam e são percebidos como asiáticos. Eles constituem uma minoria significativa e crescente das pessoas que vivem ali, com 6,9% da população sendo identificada como asiática no censo de 2011. Isso representou um aumento demográfico nacional de 4,4% da população britânica em relação a 2001.
Representado predominantemente por grupos étnicos do Sul da Ásia, os dados do censo sobre local de nascimento e etnia demonstram que cerca de um milhão de asiático-britânicos derivam sua ancestralidade entre o Leste Asiático, Sudeste Asiático, Ásia Central e Sudoeste Asiático. Desde o censo de 2001, os britânicos de ascendência asiática geral foram incluídos no agrupamento "Asian/British Asian" (agrupamento "Asian, Asian Scottish or Asian British" na Escócia). nos questionários da pesquisa. Categorias para índiano-britânicos, paquistaneses britânicos, bengali-britânicos, sino-britânicos e outros asiáticos, existiam sob o título de "Asian British" desde o censo de 2011. No uso do inglês britânico, especialmente em contextos menos formais, o termo "asiático" geralmente se refere a pessoas que traçam seus ancestrais até o Sul da Ásia.
Há uma longa história de migração para o Reino Unido (e seus estados predecessores) de todo o continente asiático. As colônias e protetorados britânicos em toda a Ásia trouxeram marinheiros lascar e milicianos para cidades portuárias na Grã-Bretanha. A imigração de pequenos números de sul-asiáticos para a Inglaterra começou com a chegada da Companhia Britânica das Índias Orientais ao subcontinente indiano e o declínio da Índia Mogol, no final do século XVI. Entre o século XVII e meados do século XIX, tripulações de lascares cada vez mais diversificadas, que se dirigiam para a Grã-Bretanha, importaram parses, asiáticos do leste, como marinheiros japoneses e chineses, do Sudeste, como malaios e, pós-Canal de Suez, armênios e iemenitas da Ásia Ocidental, que se estabeleceram em todo o Reino Unido. Em particular, os indianos também vieram para a Grã-Bretanha, por razões educacionais ou econômicas, durante o Raj britânico, com a maioria retornando à Índia depois de alguns meses ou anos e, em maior número, quando o movimento de independência indiana, liderada por Gandhi, levou à Partição de 1947, eventualmente criando os Estados separados de Índia, Paquistão e Bangladesh.
A onda mais significativa de imigração asiática e assentamento no Reino Unido veio após a Segunda Guerra Mundial, com a retomada do controle de Hong Kong, a dissolução do Império Britânico e a independência do Paquistão, Índia, Sri Lanka e, posteriormente, Bangladesh, especialmente durante as décadas de 1950 e 1960. Um influxo de imigrantes asiáticos também ocorreu após a expulsão ou fuga de comunidades indianas (então detentoras de passaportes britânicos) de Uganda, Quênia e Tanzânia, recentemente independentes no início dos anos 1970.

## Terminologia

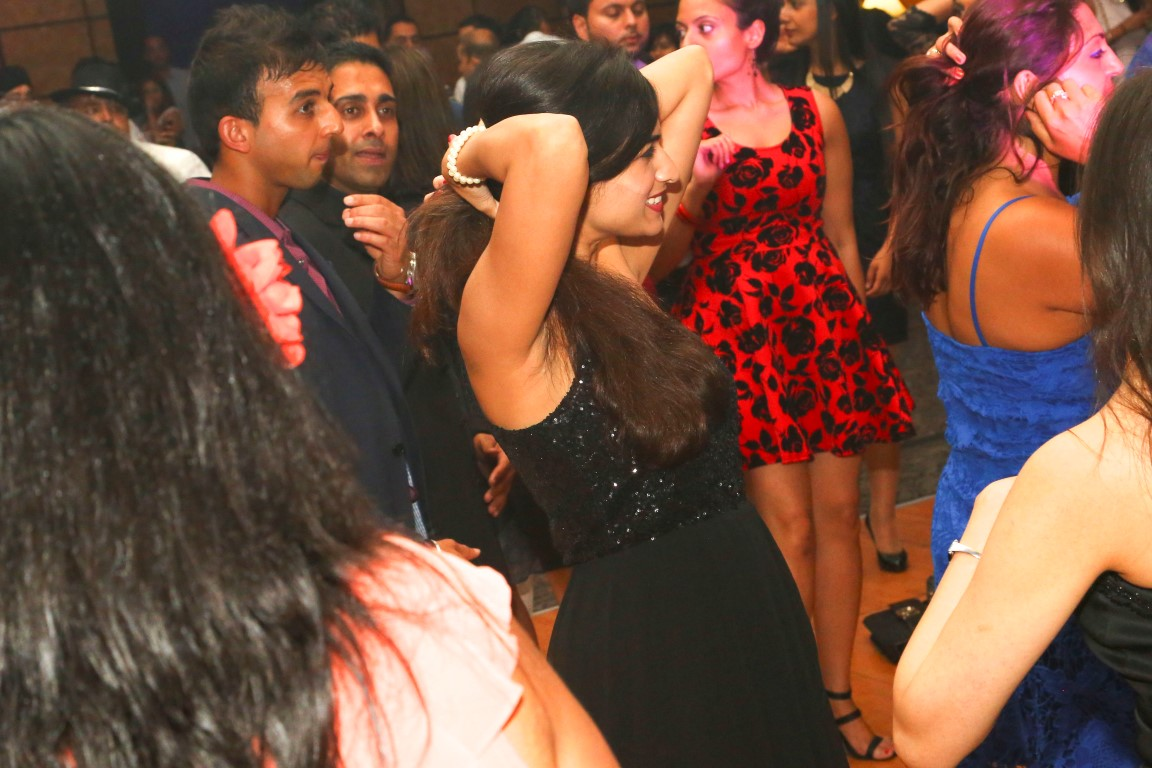
Pessoas de origem indiana durante festival em Londres

Na Grã-Bretanha, o termo "Asiático" refere-se, com mais frequência, a pessoas de ascendência do Sul da Ásia (paquistaneses, indianos, bengalis, cingaleses, etc). Esse uso contrasta com o dos Estados Unidos, onde é usado principalmente para se referir a pessoas de origem oriental.
As diretrizes da British Sociological Association sobre igualdade e diversidade sugerem que "sul-asiático" (South Asian) é mais preciso do que "asiático" (Asian), e que este último não deve ser usado onde houver risco de confundir sul-asiáticos com pessoas de outras partes daquele continente.

### Censo
O Office for National Statistics (ONS), responsável pelo censo britânico, utiliza "Asian/Asian British" para categorizar os indiano-britânicos, os paquistaneses britânicos, os bengali-britânicos, os sino-britânicos e pessoas de qualquer outra ascendência asiática.
As definições e convenções de nomenclatura para a categoria evoluíram na história dos censos britânicos. O censo do Reino Unido de 1991 foi o primeiro a incluir uma pergunta sobre etnia (exceto na Irlanda do Norte, onde o questionamento não foi feito até o censo de 2001). A pergunta tinha caixas de seleção para "Indiano", "Paquistanês" e "Bengali". Havia também uma caixa de seleção, bem como uma opção geral "Qualquer outro grupo étnico (descreva)" para aqueles que não desejam se identificar com nenhuma das predefinidas. Para 2001, na Inglaterra e País de Gales, as opções "Indiano", "Paquistanês", "Bengali" e "Qualquer outra origem asiática (por favor, escreva)" foram agrupadas sob o título "Asian or Asian British". Na Escócia, todas essas caixas de seleção foram agrupadas sob o título "Asian, Asian Scottish or Asian British", e na Irlanda do Norte nenhum título amplo foi usado, havendo apenas caixas de seleção para cada um dos grupos asiáticos.
O questionário do censo de 2011 foi mais consistente no que diz respeito ao agrupamento de etnias asiáticas, de modo que indiano, paquistanês, bengali, chinês e qualquer outra opção de origem asiática apareceu sob uma ampla opção "Asian/Asian British" ("Asian, Asian Scottish or Asian British" na Escócia) em todas as partes do Reino Unido. Exibidas em ordem, conforme listado no formulário do censo de 2011, as cinco categorias de asiático-britânicos são:
- Asian/Asian British: Indian, uma referência à Índia e aos indianos britânicos;
- Asian/Asian British: Pakistani, uma referência ao Paquistão e aos paquistaneses britânicos;
- Asian/Asian British: Bangladeshi, uma referência a Bangladesh e aos bengali-britânicos;
- Asian/Asian British: Chinese, uma referência à China e ao povo sino-britânico;
- Asian/Asian British: Other Asian, uma descrição ampla para especificar descendência étnica autoidentificada de nações do Sul da Ásia sem uma categoria exclusiva (por exemplo, Sri Lanka e cingaleses britânicos), a mesma aplicação para outras nações do Leste Asiático (por exemplo, Japão e nipo-britânicos) e britânicos de herança centro-asiática e do Sudeste Asiático.

### Subgrupos

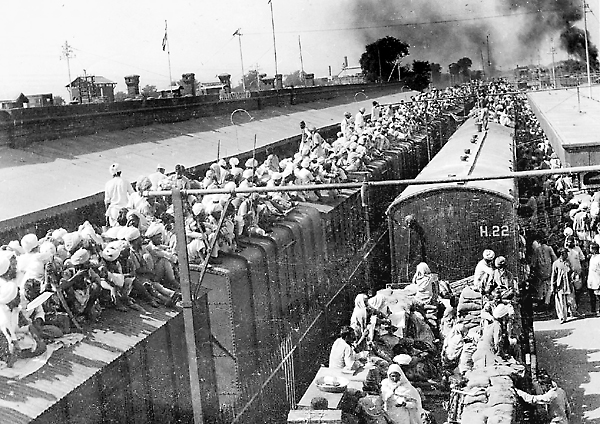
Trem lotado de refugiados após a Partição da Índia, em 1947. Um grande contingente de pessoas migrou para o Reino Unido devido a este fato.

Existem vários subgrupos regionais de asiático-britânicos e asiáticos que vivem no Reino Unido em geral. Como conceitos aproximadamente definidos, às vezes devido à regionalização geográfica variável do continente asiático, os subgrupos são frequentemente utilizados em uma ampla classificação étnica ou cultural. Apesar do uso mais amplo, o Office for National Statistics (ONS) não fornece distinções geográficas dentro do censo, o que significa que todas as pessoas nascidas na Ásia (independentemente da região), ou com ascendência asiática, recebem a designação de "Asian/Asian British". O ONS, no entanto, reconheceu indivíduos do Leste, Sul, Sudeste e Oeste Asiático em seu relatório final de recomendações para o censo de 2011.
Os resultados da pesquisa mostram que há representação no Reino Unido de asiático-britânicos com descendência em todo o continente asiático. Por exemplo, nascidos nas Filipinas e na Tailândia, no Sudeste da Ásia, ou no Irã e no Iraque, no Oeste, estão entre os mais altos na subcategoria Other Asian, de "Asian/Asian British". Fora do censo, organizações fizeram uso explícito de tais classificações geográficas. Entre eles estão a British Heart Foundation, a Greater London Authority, e o Foreign, Commonwealth & Development Office (FCDO). Alguns desses subgrupos são:
- Britânicos da Ásia Central, incluindo cazaques, quirguizes, tadjiques, turcomenos e usbeques
- Britânicos do Leste Asiático, incluindo chineses, honconguêses, japoneses, coreanos e mongóis
- Britânicos do Sul Asiático, incluindo afegãos, bengalis, Butaneses, indianos, nepaleses, paquistaneses e cingaleses
- Britânicos do Sudeste Asiático, incluindo birmaneses, singapurianos, filipinos e tais
- Britânicos da Ásia Ocidental, incluindo iranianos, iraquianos, curdos, turcos e iemenitas

### Vários termos
Os termos para descrever os britânicos com herança asiática são variados e estão sujeitos a mudanças graduais criadas pelo estudo na academia, reportagens em trabalhos jornalísticos, coberturas em outras formas de mídia, bem como conceitos de identidade própria e pessoalidade. Alguns dos termos usados para descrever residentes e cidadãos do Reino Unido com ascendência asiática são os seguintes:

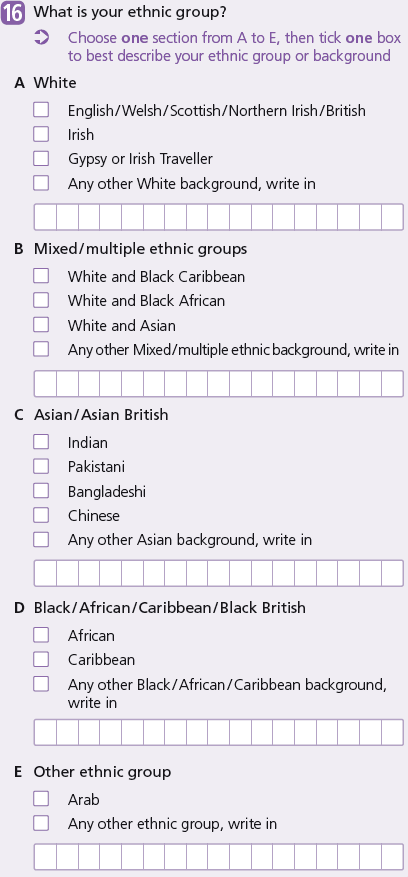
Questionário sobre grupos étnicos utilizado no Censo do Reino Unido de 2011

#### Asian Briton
O termo Asian Briton tem sido usado consistentemente para se referir a alguém que é cidadão britânico ou residente com ascendência de todo o continente asiático. Em 2005, o pesquisador de ciências sociais Praful Bidwai usou o termo como um exemplo de uma identidade "mista". Em 2011, vários estudiosos, como Timothy Garton Ash e Sonja Licht, usaram-no como um exemplo de uma identidade hifenizada ou dupla na Europa
O uso do Asian Briton apareceu tanto como um termo ilustrativo na mídia quanto para fins de autoidentidade. Por exemplo, em 2005 o político Shailesh Vara, membro do Parlamento Britânico, foi descrito como um Asian Briton por sua ascendência indiana, mesmo tendo nascido em Uganda, na África. A jornalista Yasmin Alibhai-Brown, outra descendente de indianos nascida em Uganda, e a apresentadora de tv Sonia Deol também se identificaram dessa forma. Em 1999, Alibhai-Brown publicou um relatório do Institute for Public Policy Research, aconselhando vários departamentos do governo do Reino Unido a usar a expressão. O projeto de pesquisa Minorities at Risk descreveu isso como um esforço "para vincular grupos étnicos à sua herança, e para fazer um maior reconhecimento dos sacrifícios feitos por membros de grupos étnicos durante a Segunda Guerra Mundial".

#### British Asian
British Asian é um termo amplamente utilizado para descrever britânicos descendentes de asiáticos com cidadania ou residência no Reino Unido. Apesar de não seguir a formatação do censo do Reino Unido, há vários exemplos do termo ganhando força cultural no país.
No entanto, o termo também tem recebido algumas críticas. A BBC Asian Network encomendou uma pesquisa de opinião que concluiu que a maioria dos asiáticos no Reino Unido não gostava do termo devido à sua generalização inferida. A acadêmica Roxy Harris criticou a expressão como essencializando e hierarquizando os valores, ou ordem de prioridade, de "britânico" e "asiático". O amálgama brasian também foi proposto como uma forma alternativa.

##### Desenvolvimento na década de 2010
No decorrer da década de 2010, o uso do British Asian se ampliou na mídia britânica e na autoidentificação de cidadãos ou residentes britânicos, para incluir cada vez mais britânicos de herança diferente do Sul da Ásia, como o Leste e o Oeste Asiático.
Em 2013, o BuzzFeed descreveu o personagem fictício de J. K. Rowling, Cho Chang, que carrega um sobrenome chinês comum, como British Asian. Em 2014, a BBC classificou o ex-boxeador profissional britânico e múltiplo campeão mundial peso-pena Naseem Hamed, de ascendência iemenita, como British Asian. Hamed, de ascendência iemenita, foi listado ao lado do colega britânico Amir Kahn (de ascendência paquistanesa) como parte do "forte pedigree do boxe" na comunidade "British Asian".

Gemma Chan, atriz britânica de origem chinesa

Em 2016, o jornal escocês The Herald detalhou como o The Print Room (atual Coronet Theatre) falhou em lançar personagens chineses (chamados de "British Asian") em uma peça de Howard Barker ambientada na China antiga. O jornal relatou ainda que "os personagens incluem a Sra. Hu, Lord Ghang e Lady Hasi, mas nenhum "British Asian" foi escalado." No ano seguinte, o diretor da empresa londrina Yellow Earth Theatre, uma organização fundada para promover e apoiar atores, autores e diretores com origem no Leste Asiático, identificou-se, e aos membros do teatro, como "British Asian"; "muitos atores "British Asian" maravilhosos e talentosos, mas temos poucos papéis suficientes, porque não somos vistos como ingleses". A atriz inglesa nascina nas Filipinas Lourdes Faberes, que foi descrita pelo The Daily Telegraph como British Asian, estrelou em uma produção paralela dirigida pela companhia a fim de promover e escalar atores asiáticos.
Em 2019, a empresária britânica Jacqueline de Rojas foi reconhecida como uma das 14 vencedoras do prêmio Asian Women of Achievement, com sede no Reino Unido. De ascendência chinesa, ela foi homenageada pela organizadora e fundadora da premiação, Pinky Lilani, que afirmou estar "verdadeiramente orgulhosa do impacto positivo que essas mulheres "British Asian" estão causando no mundo hoje". No mesmo ano, o programa de rádio Brown Girls Do It Too, da BBC Asian Network, feito por três podcasters britânicas, respectivamente de origem bengali, Povos iranianosiIraniana e IndianosiIndiana, foi relatado pelo The Guardian como "garotas "British Asian" falando sobre masturbação e sexo oral em uma plataforma da BBC". Como citado pelo HuffPost, a apresentadora Roya Eslami, uma das integrantes do programa, dentro do contexto de sua herança da Ásia Ocidental, é especificamente autoidentificada como "British Asian".
Em 2020, a atriz Gemma Chan foi descrita pela BBC como "British Asian". Com ambos os pais nascidos na China, Chan também se autoidentifica desta forma.

## Demografia

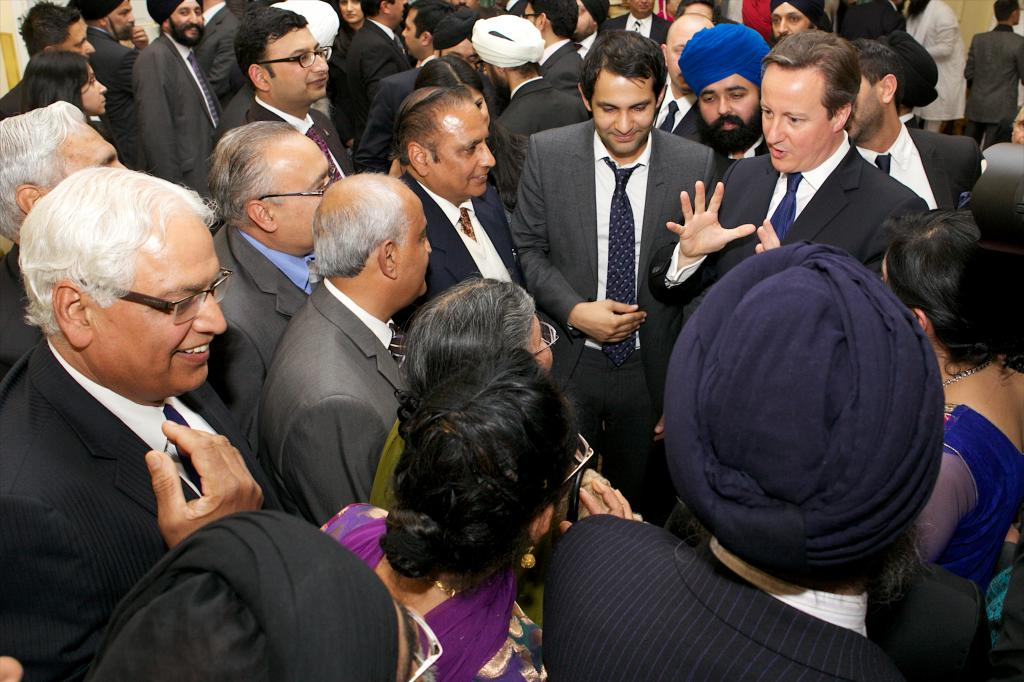
Membros da comunidade asiática com o então primeiro-ministro britânico David Cameron, em 2014

Os asiático-britânicos são uma minoria significativa e crescente da população do Reino Unido. O censo do Reino Unido de 2011 registrou 1.451.862 de residentes indianos, 1.174.983 de paquistaneses, 451.529 de bengalis, 433.150 de chineses e 861.815 de "outras etnias asiáticas", perfazendo 4.373.339 habitantes (6,9% da população total), excluindo pessoas de etnia mista.
A população de 2011 representou um aumento de 1.794.513 em relação aos números do censo de 2001. Todas as cinco subcategorias ("indiana", "paquistanesa", de "Bangladesh", "chinesa" e "outros asiáticos") cresceram, representando tanto o crescimento populacional total quanto o aumento da participação demográfica na população total do Reino Unido de 4,4% para 6,9%.
| Categoria no censo           | População (2001) | Porcentagem (2001) | População (2011) | Porcentagem (2011) |
| ---------------------------- | ---------------- | ------------------ | ---------------- | ------------------ |
| Indianos                     | 1,053,411        | 1.8%               | 1,451,862        | 2.3%               |
| Paquistaneses                | 747,285          | 1.3%               | 1,174,983        | 1.9%               |
| Bengalis                     | 283,063          | 0.5%               | 451,529          | 0.7%               |
| Chineses                     | 247,403          | 0.4%               | 433,150          | 0.7%               |
| Outros asiáticos             | 247,664          | 0.4%               | 861,815          | 1.4%               |
| Total de asiático-britânicos | 2,578,826        | 4.4%               | 4,373,339        | 6.9%               |

### Local de nascimento
Em termos de local de nascimento, as primeiras quatro categorias de pessoas "Asian/Asian British" são amplamente representadas por nascimentos no Reino Unido e a categoria de base nacional correspondente (por exemplo, China e "Asian/Asian British: Chinese"). Os seguintes números de local de nascimento cobrem a região da Inglaterra e País de Gales, que constituem 94,7% dos asiático-britânicos do Reino Unido:
- Para a categoria de Indianos Britânicos, 606298 (42.9%) eram nascidos no Reino Unido, e 579521 (41%) na Índia;
- Na categoria Paquistaneses Britânicos, 631171 (56.1%) eram nascidos no Reino Unido, e 443414 (39.4%) no Paquistão;
- Para bengali-britânicos, 232089 (51.9%) eram nascidos no Reino Unido, e 202626 (45.3%) em Bangladesh;
- No caso de Chineses Britânicos, 93164 (23.7%) nasceram no Reino Unido, enquanto 209104 (53.2%) na China e em suas regiões administrativas especiais. A divisão foi de 139723 na China (35,5%), 67761 em Hong Kong (17,2%) e 1.620 em Macau (0,4%).
- Para outras categorias de asiático-britânicos, 207319 (24.8%) nasceram no Reino Unido, seguidos por nascimentos significativos em diversas nações, principalmente na Ásia. Por exemplo, no censo de 2011, países de nascimento com representação significativa (mais de 10000 nascidos) foram registrados em diferentes regiões daquele continente, incluindo dois países no Leste Asiático (Japão e Coreia do Sul), cinco no Sul da Ásia (Afeganistão, Índia, Nepal, Paquistão e Sri Lanka), quatro no Sudeste Asiático (Malásia, Filipinas, Tailândia e Vietnã) e duas nações da Ásia Ocidental (Irã e Iraque).

Em 2001, o Office for National Statistics designou os "principais países de nascimento de outro grupo asiático" (os 10 locais de nascimento com maiores números registrados), que, em ordem decrescente de população, foram: Reino Unido, Sri Lanka, Irã, Índia, Iraque , Maurício, Paquistão, Quênia, Nepal e Iêmen. Conforme atualizado uma década depois pelo ONS, o censo do Reino Unido de 2011 registrou os seguintes números populacionais para o grupo Asian / Asian British: Other por local de nascimento: Other" group by birthplace:
| Região               | ONS*          | País          | População | Percentual |
| -------------------- | ------------- | ------------- | --------- | ---------- |
| Noroeste da Europa   | 926           | Reino Unido   | 207,319   | 24,8%      |
| Sul da Ásia          | 144           | Sri Lanka     | 112,511   | 13,5%      |
| Sudeste Asiático     | 608           | Filipinas     | 104,075   | 12,5%      |
| Sul da Ásia          | 004           | Afeganistão   | 48,776    | 5,8%       |
| Sul da Ásia          | 524           | Nepal         | 44,243    | 5,3%       |
| Sudeste Asiático     | 764           | Tailândia     | 31,135    | 3,7%       |
| Leste Asiático       | 392           | Japão         | 28,137    | 3,4%       |
| Ásia Ocidental       | 364           | Irã           | 27,460    | 3,3%       |
| Sul da Ásia          | 356           | Índia         | 27,061    | 3,2%       |
| Leste da África      | 480           | Maurícia      | 17,069    | 2%         |
| Asian British: Other | Não aplicável | Não aplicável | 861815    | 1,5%       |

*ONS = Office for National Statistics, índice de codificação.

### Emprego
A taxa de desemprego entre os homens indianos era apenas ligeiramente mais alta do que entre os homens brancos britânicos ou entre irlandeses brancos, alcançando 7% em comparação com 5% para os outros dois grupos. Por outro lado, os paquistaneses têm taxas de desemprego maiores, de 13 a 14%, e os bengalis têm um dos índices mais altos, em torno de 23%. Algumas pesquisas também revelaram que a taxa de desemprego na Índia era de 6–7%. Pessoas de origem indiana ou miscigenada têm mais probabilidade do que os britânicos brancos de ter diplomas universitários, enquanto os paquistaneses e bengalis estão no sentido oposto. Com exceção das mulheres de Bangladesh, todos os outros grupos de sul-asiáticos têm maior frequência na universidade do que a média nacional. As taxas de aprovação no GCSE têm aumentado para todos os sul-asiáticos.
O número de pessoas de 16 a 64 anos que estavam empregadas, por etnia, mostrou que os indianos, em geral, tinham a mesma proporção de indivíduos empregados que os brancos britânicos, em 76%. No entanto, os do Paquistão com origens de Bangladesh têm taxas de emprego muito mais baixas, 57%. A diferença entre homens e mulheres era maior no grupo étnico combinado do Paquistão e de Bangladesh, onde 75% dos homens e 39% das mulheres estavam empregados em comparação com 80% dos homens e 73% das mulheres entre brancos britânicos.
Em 2020, os cidadãos da Índia e das Filipinas eram os maiores grupos estrangeiros entre os trabalhadores do National Health Service, o sistema público de saúde do Reino Unido.

### Etnorregião
Os grupos étnicos do sul da Ásia se originam principalmente de alguns lugares selecionados daquela região, que são conhecidos como locais de origem. No Reino Unido, os grupos étnicos do Leste Asiático são particularmente representados pelos chineses da etnia Han, enquanto indianos tendem a se originar principalmente dos estados de Punjab e Gujarat. Dados de Bradford e Birmingham mostraram que os paquistaneses se originam principalmente do distrito de Mirpur, na Caxemira Livre. O segundo maior grupo étnico de desse povo vem do Punjab paquistanês, em grande parte do distrito de Attock, seguido por pachtuns e outros grupos étnicos dos distritos de Nowshera, Peshawar e Ghazi, na província de Khyber Pakhtunkhwa. No borough de Waltham Forest, na região de Londres, há um número substancial de paquistaneses originários de Jelum. Estudos têm mostrado que 95% dos bengali-britânicos são originários de Sylhet, divisão localizada na parte nordeste de Bangladesh. Os chineses britânicos originam-se principalmente de ex-colônias britânicas, como Hong Kong, mas também de áreas do Sudeste Asiático, onde já eram populações da diáspora.
Houve três ondas de migração de hindus no Reino Unido. A primeira onda ocorreu antes da independência da Índia, em 1947. No início dos anos 1950, o Ministro da Saúde Conservador Enoch Powell recrutou um grande número de médicos do subcontinente indiano. A segunda onda ocorreu na década de 1970, principalmente na África Oriental. As últimas comunidades hindus incluíram as da Guiana, Trinidad e Tobago, Maurícia e Fiji. A última onda de migração começou na década de 1990 e incluiu refugiados tâmeis do Sri Lanka e profissionais da Índia, incluindo médicos e engenheiros de software.

### Língua
Os britânicos chineses falam os idiomas mandarim, cantonês, min e hacá. As línguas faladas pelos indianos são punjabi, gujarati, kutchi (um dialeto dos sindis), hindustâni, bengali, tamil, telugo e malaiala. Pessoas a partir do Paquistão falam urdu, punjabi, mirpuri, hindko (dialetos do Punjab), sindi, caxemíri, pachto e seraiki. Os gujaratis que emigraram da Índia e da África Oriental falam Gujarati, Hindi e Kutchi, enquanto um número considerável de muçulmanos gujarati falam Urdu por motivos religiosos e culturais. Originarios de Bangladesh falam sylheti e bengali. Pessoas do Sri Lanka falam Tamil e cingalês. Aqueles que falam dialetos referem-se principalmente ao idioma principal, por exemplo, os falantes de Sylheti dizem que falam Bengali ou os mirpuri dizem que falam Punjabi. A razão para isso é porque eles não esperam que estranhos estejam bem informados sobre dialetos.

### Religião

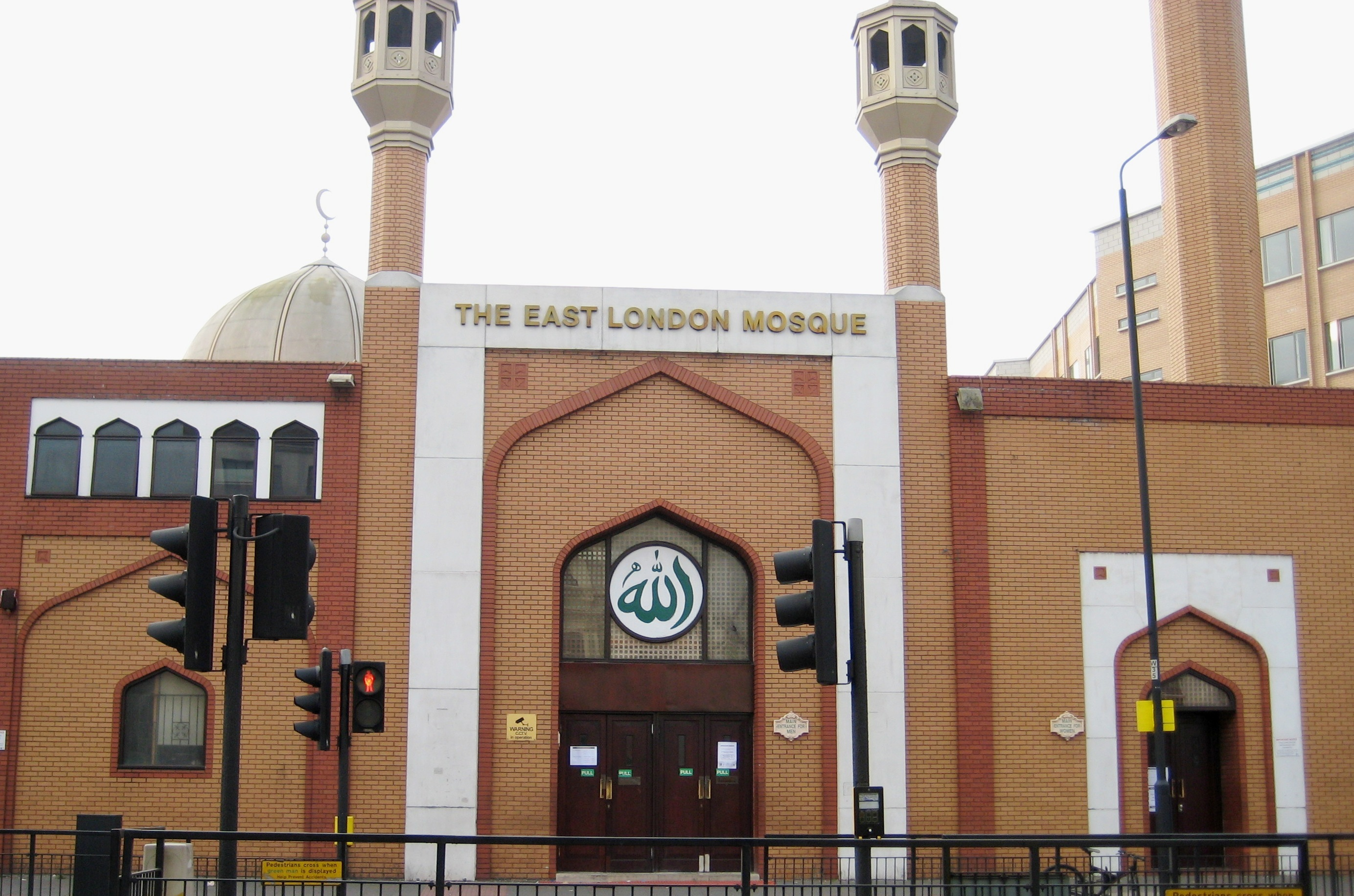
Mesquita de East London, a maior mesquita do Reino Unido e uma das maiores da Europa

Os asiático-britânicos têm um número significativo de adeptos de várias religiões importantes. Com base nos dados do censo de 2011 para Inglaterra e País de Gales (94,7% das estatísticas do Reino Unido), os muçulmanos constituem 43% do grupo, enquanto os hindus representam mais de 18% e os cristãos quase 11%. Os siques constituem quase 9% dos asiático-britânicos, enquanto outros 3,5% são budistas.
Os sino-britânicos são principalmente irreligiosos, sendo que 55% se diz sem religião, 19% são cristãos e 12% budistas. Os paquistaneses e os com origem em Bangladesh tendem a ser religiosamente homogêneos, com os muçulmanos representando 92% de cada grupo, enquanto suas contrapartes de origem indiana e do Sri Lanka são religiosamente mais diversas, com 55% de hindus, 29% de sikhs e 15% de muçulmanos. Os guzerates são predominantemente hindus, pertencentes a várias organizações de castas, com grandes minorias de muçulmanos, jainistas e um número menor de cristãos e zoroastristas.

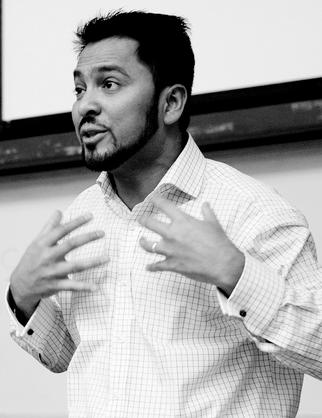
Ajmal Masroor, Imam, apresentador de TV e político britânico, nascido em Bangladesh

Entre os edifícios religiosos notáveis podemos destacar a Mesquita Central de Londres, a Mesquita de East London, a Mesquita Central de Birmingham, a Mesquita Baitul Futuh, o templo hindu BAPS Shri Swaminarayan Mandir, em Neasden, o Lakshmi Narayan, em Bradford, Shikharbandi Jain Derasar, templo jainista em Potters Bar, Gurdwara Sri Guru Singh Sabha, em Southall, e Guru Nanak Darbar Gurdwara, em Gravesend.
A publicação do romance de Salman Rushdie, The Satanic Verses, em 1988, causou grande controvérsia. Os muçulmanos condenaram o livro por blasfêmia. Em 2 de dezembro daquele ano, o livro foi queimado publicamente em uma manifestação em Bolton, assistida por 7000 muçulmanos e seguida por uma manifestação semelhante, também com queima de livros, em Bradford no 14 de janeiro de 1989. Ainda em 1989, o aiatolá Ruhollah Khomeini, do Irã, emitiu uma Fátua ordenando a morte de Rushdie.
A Grã-Bretanha também é o lar de notáveis líderes religiosos e acadêmicos asiáticos. Alguns deles são Mirza Masroor Ahmad (califa da Comunidade Ahmadi), Sheik Abdul Qayum (um dos estudiosos mais conhecidos na Europa e Imam-chefe da Mesquita de East London), Abu Yusuf Riyadh ul Haq (Khatib da Mesquita Central de Birmingham), Dr. Mahmudul Hasan (Khatib da Mesquita de Essex), Abdur Rahman Madani (Presidente da Global Eid Trust e Imam-chefe da Mesquita Darul Ummah), Faiz-ul-Aqtab Siddiqi (diretor do Hijaz College), Ajmal Masroor (Imam e político liberal democrata) e Pramukh Swami Maharaj (quinto sucessor espiritual do hindu Swaminarayan).

## História na Grã-Bretanha

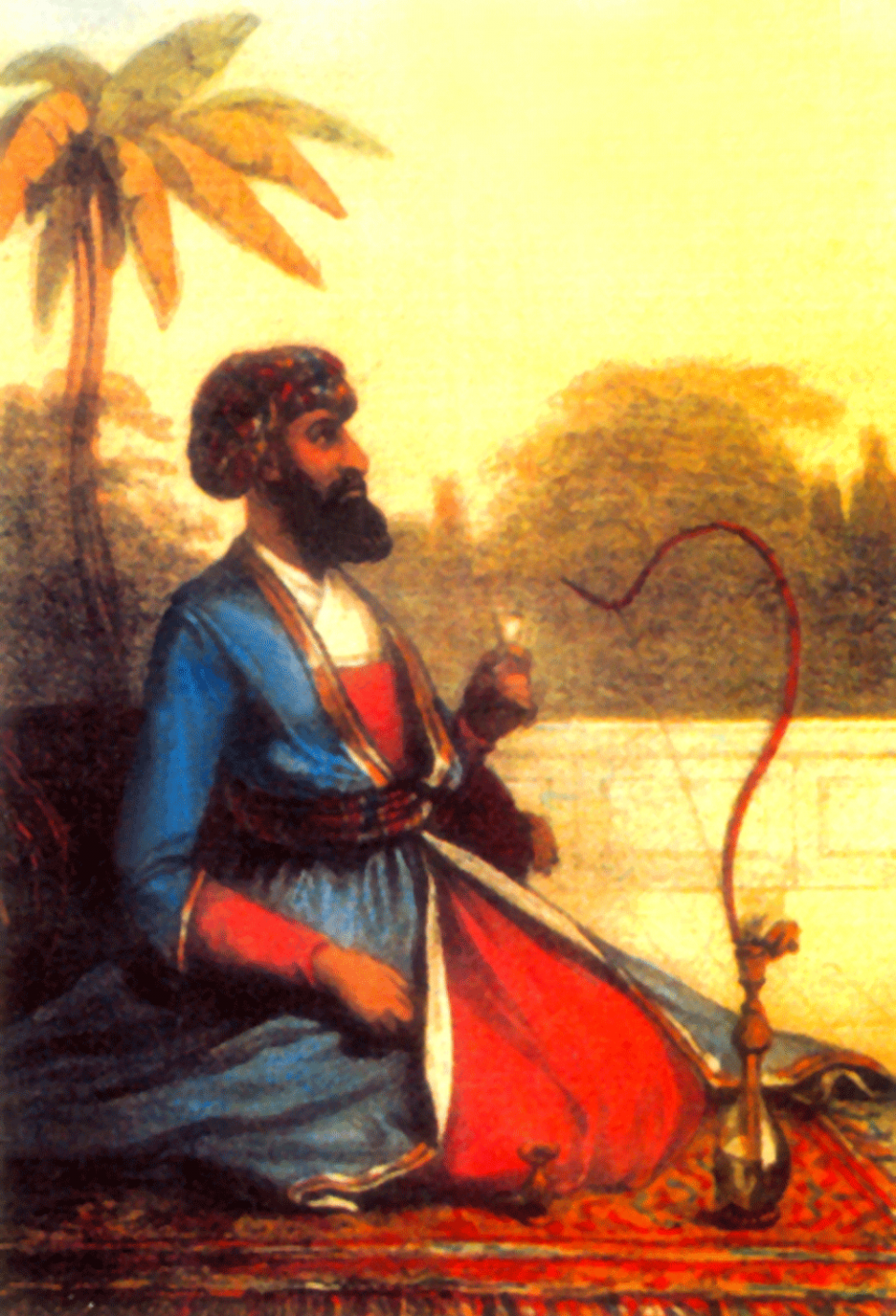
Munshi I'tisam-ud-Din, o primeiro sul-asiático a viajar e morar na Europa e a escrever sobre suas experiências

A data mais antiga em que os sul-asiáticos se estabeleceram na Grã-Bretanha não é clara. Se os Romany (ciganos) estão incluídos, então as primeiras chegadas teriam sido na Idade Média. Pesquisas de DNA ligaram os ciganos às populações atuais do sul da Ásia e a língua romani é um membro da família das línguas indo-arianas. Acredita-se que eles começaram a viajar para o oeste por volta de 1000 d.C. e se misturaram com as populações do sudoeste asiático e da Europa ao longo de muitos séculos. Os Romany começaram a chegar em números consideráveis em partes da Europa Ocidental no século XVI. Os que se estabeleceram na Grã-Bretanha são conhecidos como Romanichal.

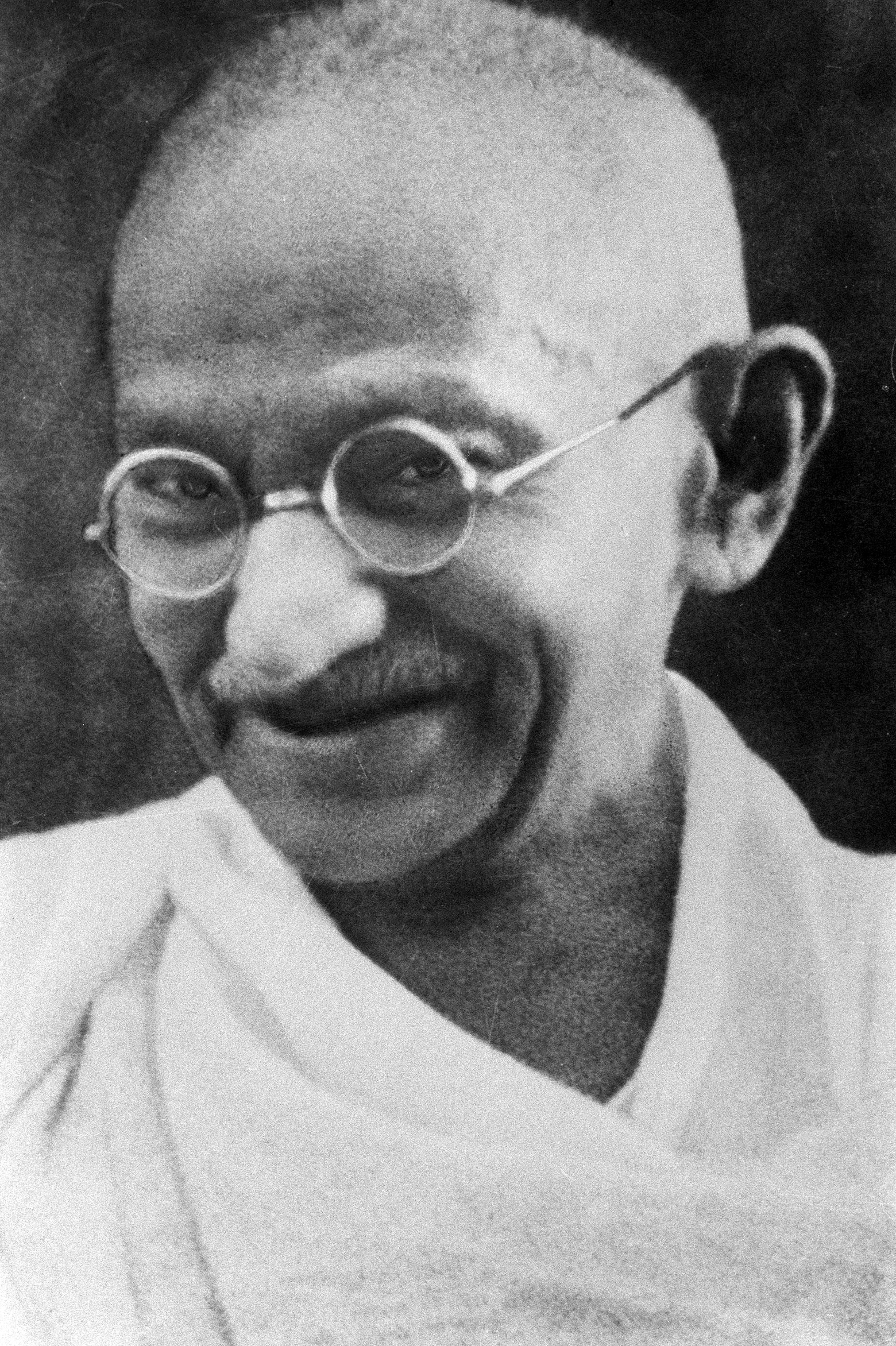
Mahatma Gandhi, que estudou na Inglaterra e desempenhou um papel fundamental na liderança do movimento de independência indiana

O primeiro sul-asiático educado a viajar para a Europa e viver na Grã-Bretanha foi I'tisam-ud-Din, um clérigo muçulmano bengali, munshi e diplomata do Império Mogol, que chegou ao continente europeu em 1765 com seu servo Muhammad Muqim, durante o reinado de George III. Ele escreveu sobre suas experiências e viagens em seu livro em língua persa Shigurf-nama-i-Wilayat ("Maravilhosas Crônicas da Europa"). Este também é o primeiro registro literário de um asiático-britânico. Também durante o reinado de George III, o hookah-bardar (servo/preparador do narguilé) de James Achilles Kirkpatrick, teria roubado e enganado Kirkpatrick, indo para a Inglaterra e se estilizando como o Príncipe de Sylhet. O homem, provavelmente de origem Sylheti, foi recebido pelo primeiro-ministro britânico William Pitt, o Jovem, e então jantou com o duque de York, antes de se apresentar diante do rei.

### Lascares
Quando o explorador português Vasco da Gama chegou a Calicute, na Índia, em 1498, ele estabeleceu a primeira rota marítima europeu-asiática (comumente chamada de Rota do Cabo), abrindo passagem marítima direta entre o Sul da Ásia e a Europa. Uma extensão desta rota, planejada pelo explorador holandês Hendrik Brouwer, em 1611, e conhecida como a Rota de Brouwer, posteriormente encontrou uma nova via navegável para o Sudeste Asiático.
Nos séculos seguintes, o Reino Unido e seus estados predecessores utilizaram essas rotas marítimas para formar o Império Britânico. Capitalizando em seu crescente domínio naval entre as outras potências europeias, os britânicos colonizaram as áreas costeiras no oeste, sul, sudeste e leste do continente, criando dezenas de colônias e protetorados britânicos na Ásia. Os administradores do Império Britânico chamavam os trabalhadores asiáticos de "coolies", dos quais os lascares eram considerados o equivalente marítimo.
Lascares eram marinheiros de diferentes origens étnicas. O termo, às vezes, era usado para se referir especificamente a um marinheiro de qualquer ascendência asiática. No entanto, também havia lascares africanos registrados no Reino Unido. Dos lascares asiáticos, os malaios austronésios, do sudeste da Ásia, formaram uma parte significativa da população lascar que se estabeleceu e navegou de e para a Grã-Bretanha. Do leste da Ásia, marinheiros japoneses e chineses costumavam operar como lascares para navios britânicos e empresas comerciais. Do sul da Ásia, os indianos constituíam uma grande proporção dessas tripulações marítimas, principalmente nas primeiras décadas de operação da Companhia Britânica das Índias Orientais. Parses (que são originários da Pérsia) e luso-asiáticos de herança mista portuguesa e indiana, também vieram do Sul da Ásia para trabalhar como lascares. Do oeste da Ásia, os armênios faziam parte de diversas tripulações de lascares, e iemenitas serviam cada vez mais como marinheiros lascares e milicianos após a conclusão do Canal de Suez em 1869, abrindo negócios, como pensões, em cidades portuárias como Cardiff e South Shields.

#### Século XVII
Muitos sul-asiáticos chegaram à Europa por mar como lascares ou criados. O comércio inglês no subcontinente indiano trouxe algumas dessas pessoas para a Inglaterra, e quatro homens do sul da Ásia em Londres atenderam ao chamado de marinheiros para a primeira frota da Companhia Britânica das Índias Orientais rumo a Ásia. Os seus nomes típicos de Portugal identificam-nos como portugueses mestiços luso-asiáticos. Desde o século XVII, a Companhia empregou milhares de lascares, estudiosos e trabalhadores do sul da Ásia (que eram, principalmente, bengalis ou muçulmanos) sobretudo para trabalhar em navios e portos britânicos ao redor do mundo.

#### Século XVIII
O primeiro grupo de sul-asiáticos a migrar em número notável, no século XVIII, foram os marinheiros lascares recrutados do subcontinente indiano, principalmente da região de Bengala, para trabalhar para a Companhia Britânica das Índias Orientais, com alguns optando por se estabelecer na Grã-Bretanha depois de serem abandonados por seus capitães ou de escolher desertar de seus empregos. Muitos não conseguiram encontrar trabalho e foram descritos "objetos miseráveis". Cartas aos jornais, em 1785, falavam sobre "o número de objetos miseráveis, Lascares, ... tremendo e morrendo de fome nas ruas". Alguns lascares tomaram esposas britânicas, e outros, ao menos nominalmente, se converteram ao cristianismo anglicano para se casar, possivelmente devido à falta de mulheres do sul da Ásia na Grã-Bretanha na época. A maioria dos indianos durante este período iria visitar ou residir na Grã-Bretanha temporariamente, retornando à Índia após meses ou vários anos, trazendo de volta conhecimento sobre a Grã-Bretanha no processo. 38 lascares foram relatados chegando aos portos britânicos em 1760.

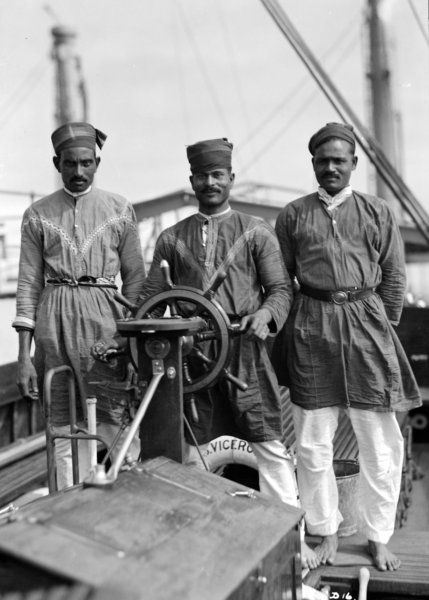
Três marinheiros lascares trabalham no navio RMS Viceroy of India, na década de 1930

#### Século XIX
Entre 1803 e 1813, havia mais de 10.000 lascares do subcontinente indiano visitando cidades e vilas portuárias britânicas.:140, 154–6, 160–8, 172 Em 1842, 3000 lascares visitavam o Reino Unido anualmente e, em 1855, 12000 lascares chegavam anualmente aos portos britânicos. Em 1873, 3271 lascares chegaram à Grã-Bretanha.:35 Ao longo do início do século XIX, os lascares visitaram a Grã-Bretanha a uma taxa de 1000 por ano,:140,54–6,60–8,72 que aumentou para uma taxa de 10000 a 12000 todos os anos ao longo do final século XIX.
Devido ao fato de a maioria ser lascar, as primeiras comunidades muçulmanas foram encontradas em cidades portuárias, vivendo em quartéis, casas de caridade cristãs e albergues. Os primeiros e mais frequentes viajantes do sul da Ásia para a Grã-Bretanha foram indianos cristãos e descendentes de mestiços europeus-asiáticos. Para os indianos muçulmanos, as considerações sobre como suas práticas dietéticas e religiosas os alienariam da sociedade em geral foram questionadas, mas essas considerações eram frequentemente superadas pelas oportunidades econômicas. Aqueles que ficaram frequentemente adotaram nomes, roupas e dieta britânica. Cozinheiros navais também vieram, muitos deles da Divisão Sylhet, do que hoje é Bangladesh. Um dos mais famosos foi o Xeque Dean Mahomed, um capitão da Companhia Britânica das Índias Orientais que, em 1810, fundou o primeiro restaurante indiano de Londres, o Hindoostane Coffee House, que acabou fechando apenas um ano depois. Ele também é conhecido por introduzir o xampu e a massagem terapêutica no Reino Unido. Em 1784, ele migrou para a Irlanda, onde se apaixonou por uma mulher chamada Jane Daly, convertendo-se ao anglicanismo para se casar com ela, já que era ilegal na época que não protestantes se casassem com protestantes. Mais tarde, o casal mudou-se para Brighton and Hove.
Depois que relatos de lascares sofrendo com a pobreza chegaram aos ouvidos do público em geral, a Companhia das Índias Orientais respondeu disponibilizando acomodações para eles, mas nenhum Xeque foi mantido nas pensões e barracas fornecidas. Muitos lascares descobriram que suas novas acomodações costumavam ser de baixa qualidade, e relatos de maus tratos foram enviados à Sociedade para a Proteção de Marinheiros Asiáticos (em inglês, Society for the Protection of Asiatic Sailors), fundada em 1814.
Em 1842, Church Missionary Society informou sobre o terrível ″estado dos Lascars em Londres″. No inverno de 1850, foi relatado que 40 homens asiáticos, também conhecidos como "filhos da Índia", foram encontrados mortos de frio e fome nas ruas da capital inglesa. Pouco depois, os cristãos evangélicos propuseram a construção de uma casa de caridade e arrecadaram £15000 libras para ajudar os Lascares. Em 1856, o Strangers' Home for Asiatics, Africans and South Sea Islanders (em tradução livre, "Lar dos Estranhos para Asiáticos, Africanos e Ilhéus do Mar do Sul") foi inaugurado em Commercial Road, Limehouse, sob o comando do tenente-coronel R. Marsh Hughes.
O Navigation Act de 1660 restringiu o emprego de marinheiros não ingleses a um quarto da tripulação no retorno de navios da Companhia Britânica das Índias Orientais. Registros de batismo em East Greenwich sugerem que jovens indianos da Costa do Malabar estavam sendo recrutados como servos no final do século XVII, e registros da própria Companhia também sugerem que cozinheiros indo-portugueses de Goa foram contratados por capitães de uma viagem em outra. Em 1797, foram enterrados na Paróquia de St Nicholas, na cidade portuária de Deptford.

#### Século XX

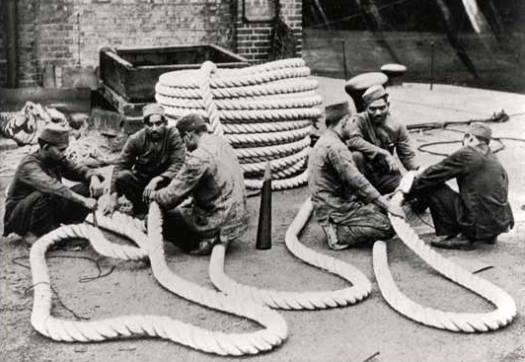
Lascares trabalhando no Royal Albert Dock, em Londres

Estima-se que 8000 indianos (grande parte deles marinheiros lascares) viviam na Grã-Bretanha permanentemente antes da década de 1950. Em 1932, uma pesquisa do Congresso Nacional Indiano de "todos os indianos fora da Índia" estimou que havia 7128 deles no Reino Unido naquela época. No entanto, os relativamente poucos lascares que ganharam trabalho muitas vezes abriram lojas e ajudaram a iniciar associações comunitárias sociais e políticas. Indianos eram menos propensos a se estabelecerem permanentemente devido a diferenças salariais.
A pequena, muitas vezes transitória, presença de Lascares continuou na década de 1930, com a Autoridade do Porto de Londres mencionando-os em um artigo de fevereiro de 1931, citando que "embora pareçam tão deslocados no East End, eles são bem capazes de cuidar de si próprios, sendo marinheiros regulares que vieram às docas vez após vez, aprenderam um pouco de inglês e sabem como comprar o que querem" Estima-se que, de 1800 a 1945, 20000 sul-asiáticos emigraram para a Grã-Bretanha.

### Migração pós-Segunda Guerra Mundial
Após a Segunda Guerra Mundial e a dissolução do Império Britânico, a migração do sul da Ásia para o Reino Unido aumentou nas décadas de 1950 e 1960 do Paquistão (incluindo o atual Bangladesh), Índia e Sri Lanka (que são todos membros da Commonwealth). Além disso, imigrantes de ex-colônias caribenhas (incluindo indo-caribenhos) também estavam se mudando para a Grã-Bretanha.
Embora essa imigração tenha sido contínua, várias fases distintas podem ser identificadas:
- Trabalhadores braçais, principalmente do Paquistão, foram recrutados para suprir a escassez de mão de obra resultante da Segunda Guerra Mundial. Esses incluíam anglo-indianos que foram recrutados para trabalhar nas ferrovias, como haviam feito na Índia.
- Trabalhadores principalmente da região de Panjabe, tanto da parte indiana quanto da paquistanesa, chegaram no final dos anos 1950 e 1960. Muitos trabalharam nas fundições das Midlands inglesas, e um grande número trabalhou no aeroporto de Heathrow, em Londres. Isso criou um ambiente onde a próxima geração de famílias não perderia sua identidade tão facilmente. Um exemplo seria Southall, que é habitado por muitos siques.
- Ao mesmo tempo, equipes médicas do subcontinente indiano foram recrutadas para o recém-formado Serviço Nacional de Saúde. Essas pessoas foram escolhidas porque os britânicos estabeleceram escolas de medicina na Índia que obedeciam aos padrões britânicos de treinamento médico.

Reformador social bengali e fundador da All-India Seamen's Federation (em tradução livre, Federação de Marinheiros de toda a Índia), Aftab Ali é reconhecido por ter ajudado milhares de lascares asiáticos a migrar, se estabelecer e encontrar emprego na Grã-Bretanha. Ele organizou comícios e reuniões com o Trades Union Congress, importante central sindical do Reino Unido, e encorajou os lascares a permanecerem e se estabelecerem no Reino Unido. Na década de 1950, fundou a Overseas Seamen's Welfare Association (Associação de Bem-Estar de Marinheiros Estrangeiros), que fazia campanha para que marinheiros em dificuldades e suas famílias obtivessem passaportes britânicos. Aftab Ali também desempenhou um papel fundamental na abertura de um escritório de passaportes em sua própria terra, em Sylhet.

#### Migração asiática da África Oriental
Começando por volta de 1964, as políticas de "africanização" na África Oriental levaram à chegada na Grã-Bretanha de asiáticos com passaportes britânicos do Quênia, Uganda e Tanzânia. No início, essas eram as pessoas empregadas em funções governamentais e administrativas, mas isso foi expandido para incluir os asiáticos envolvidos no comércio. O movimento foi chamado de "Êxodo".
Em 1972, todos os sul-asiáticos foram expulsos de Uganda pelo polêmico ditador Idi Amin, então governante de Uganda. Aqueles que tinham passaportes britânicos foram para a Grã-Bretanha. Muitos desses deslocados, que eram predominantemente de origem Guzerate, deixaram para trás negócios de sucesso e vastos impérios comerciais no país africano, precisando reconstruír suas vidas na Grã-Bretanha, começando praticamente do zero. Alguns tornaram-se varejistas, enquanto outros encontraram empregos adequados em profissões de colarinho branco.
O Commonwealth Immigrants Act 1962 e o Immigration Act 1971 restringiram amplamente qualquer imigração primária adicional, embora os familiares de migrantes já estabelecidos ainda fossem permitidos. Além disso, grande parte do crescimento subsequente da comunidade do sul da Ásia veio do nascimento de britânicos do sul da Ásia de segunda e terceira geração.

## Contribuições notáveis

### Artes e entretenimento
Vários asiático-britânicos invadiram a indústria cinematográfica do Reino Unido, assim como Hollywood e o cinema dos Estados Unidos em geral, estrelando em produções de alta bilheteria, incluindo algumas das principais séries de filmes, e recebendo subsequente reconhecimento e atenção da mídia internacional. Na televisão, papéis proeminentes em sitcoms americanas, séries e telenovelas britânicas de longa duração, como Coronation Street, EastEnders, Emmerdale e Hollyoaks, tiveram vários personagens asiáticos retratados por atores britânicos de herança asiática.
Tsai Chin, a primeira atriz britânica de origem asiática a interpretar uma Bond Girl, apareceu em You Only Live Twice, de 1967, e no remake de Casino Royale, em 2006. Burt Kwouk, que apareceu em mais de cinquenta filmes, incluindo três da série James Bond, recebeu uma OBE em 2010, por seus serviços prestados ao teatro. Art Malik teve papéis notáveis em The Jewel in the Crown e The Living Daylights. Sir Ben Kingsley (nascido Krishna Pandit Bhanji) é um dos artistas mais aclamados e conhecidos da Grã-Bretanha, sendo um dos poucos atores a ganhar os quatro principais prêmios de atuação no cinema (Oscar, BAFTA, Golden Globe e Screen Actors Guild), incluindo o Oscar de Melhor Ator por sua atuação em Gandhi (1982).
Dev Patel, que interpretou Anwar Kharral na série Skins, também protagonizou o vencedor de oito Oscars Slumdog Millionaire, pelo qual recebeu vários prêmios e foi nomeado para o BAFTA 2009 na categoria de ator principal. Parminder Nagra, que desempenhou um papel de destaque na série de TV ER, nos Estados Unidos, estrelou o filme britânico de sucesso Bend It Like Beckham (2002). O ator Naveen Andrews destacou-se como Sayid Jarrah na popular produção de TV americana Lost, e também teve um papel de destaque no premiado filme The English Patient (1996). Kunal Nayyar ganhou fama mundial ao interpretar Raj Koothrappali em The Big Bang Theory.
Gemma Chan e Benedict Wong participaram da franquia Marvel Cinematic Universe. Chan teve papéis de destaque em Captain Marvel (2019) e Eternals (previsão de estreia para 2021), tornando-se a primeira atriz a retratar personagens diferentes dentro do MCU. Wong, que também esteve em em dois filmes de Ridley Scott (Prometheus e The Martian), apareceu pela primeira vez em uma produção da Marvel em Doctor Strange, de 2016, reprisando duas vezes o mesmo papel em Avengers: Infinity War (2018) e Avengers: Endgame (2019), sendo este último o lançamento de maior bilheteria na história do cinema. Riz Ahmed estrelou a série de filmes Bourne e a saga Star Wars, aparecendo na antologia do filme Rogue One.

### Arte e design

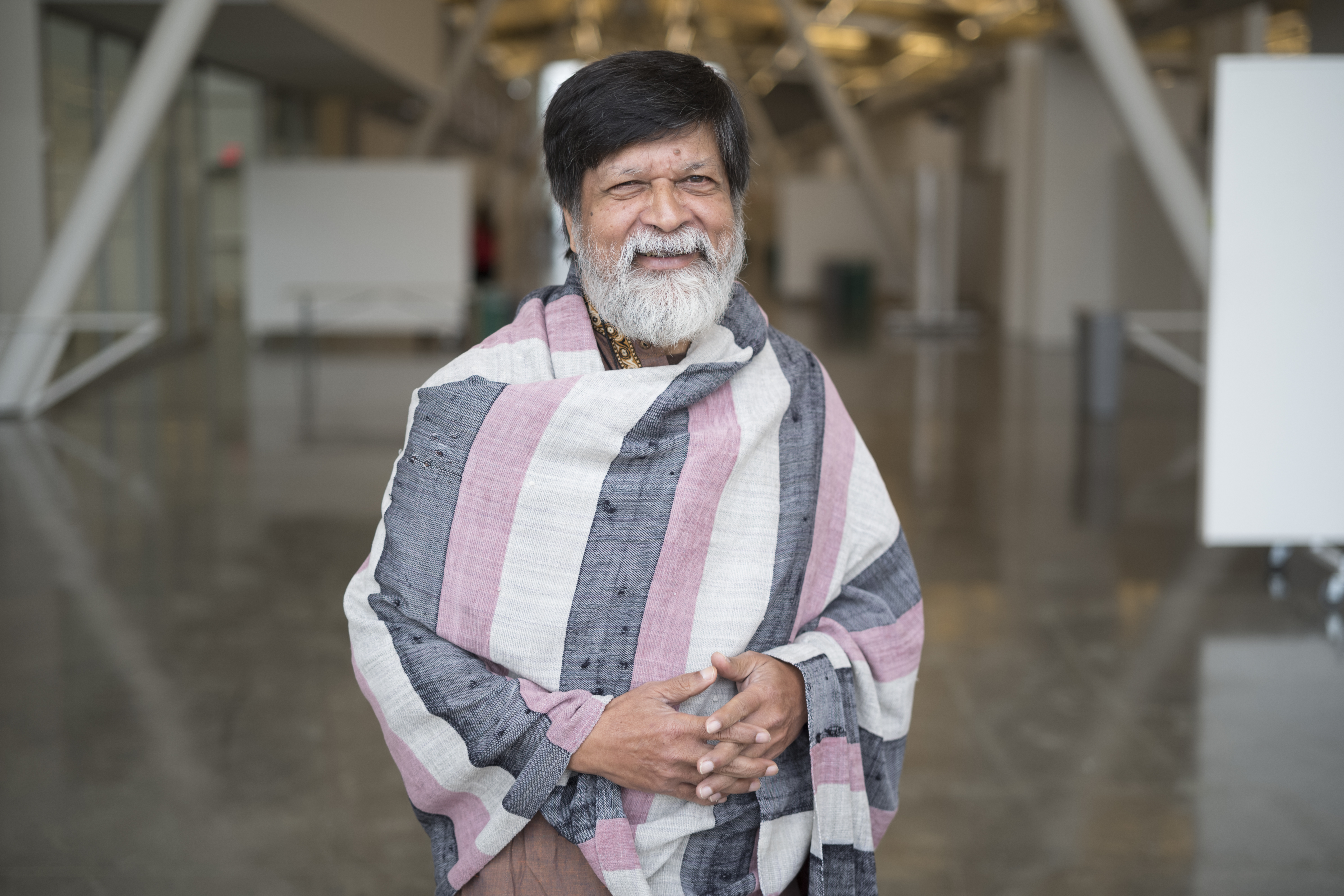
Shahidul Alam, fotojornalista e ativista social britânico nascido em Bangladesh, uma das personalidades do ano selecionadas pela revista Time em 2018

Anish Kapoor é um escultor britânico nascido em Mumbai, Índia, vencedor do Turner Prize em 1991. Vive e trabalha em Londres desde o início dos anos 1970, quando se mudou para estudar arte, primeiro no Hornsey College of Art e, posteriormente, no Chelsea College of Art and Design. Poulomi Desai, nascida em Hackney, Londres, é uma fotógrafa e artista sonoro que trabalha com ruído e eletricidade desde os anos 1980. Ela é uma vencedora do Oram Awards e curadora da Usurp Art. Nascido em Londres e de origem asiática, Shezad Dawood tornou-se conhecido por seu trabalho em várias mídias no início dos anos 2000. Também nascido em Londres e de origem paquistanesa, Haroon Mirza surgiu como artista no final dos anos 2000. Mais conhecido por suas instalações escultóricas que geram som, Mirza foi premiado com o Leão de Prata de Artista Mais Promissor na 54.ª Bienal de Veneza, em 2011.
Shahidul Alam é um fotojornalista, professor e ativista social de Bangladesh. Ele é fotógrafo há mais de quarenta anos e "suas fotos foram publicadas em quase todos os principais meios de comunicação ocidentais". Saiman Miah é um designer arquitetônico e designer gráfico que projetou uma das duas moedas comemorativas de £5 para os Jogos Olímpicos de Londres, em 2012.
A companhia teatral RIFCO Arts tem produzido e realizado, desde 1999, turnês com base na experiência asiático-britânica.

### Literatura
A relação de escritores asiático-britânicos mais conhecidos inclui Salman Rushdie, Hanif Kureishi, Muhammad Mojlum Khan, Abdur Rouf Choudhury, Aminul Hoque, Shahida Rahman, H.S. Bhabra, Ghulam Murshid, Tahir Shah, Rekha Waheed, Monica Ali, Gautam Malkani, Bali Rai e Raman Mundair.
Há também importantes roteiristas de cinema e TV, tais como Gurinder Chadha, Meera Syal e Nazrin Choudhury.

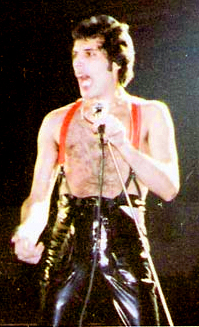
Freddie Mercury, vocalista da banda Queen, nascido em Zanzibar, África Oriental, e descendente de indianos

### Música
Desde a década de 1970, artistas e escritores do sul da Ásia tem alcançado sucesso cultural e comercial significativo. O primeiro músico a ganhar grande popularidade no Reino Unido e fama mundial foi o vocalista do Queen, Freddie Mercury, nascido Farrokh Bulsara em Zanzibar, África Oriental, cujos pais eram descendentes de Parses de Bombaim (hoje Mumbai), na Índia. Em 2006, a revista Time Asia o elegeu como um dos sul-asiáticos mais influentes dos últimos 60 anos. Quase ao mesmo tempo, o produtor musical, compositor e letrista Biddu também ganhava projeção mundial por uma série de canções de sucesso, incluindo "Kung Fu Fighting", gravada por Carl Douglas, e "I Love to Love (But My Baby Loves to Dance)", sucesso com Tina Charles. Na década de 1990, os artistas do sul da Ásia que ganharam sucesso no mainstream incluíam Apache Indian, cujo single de 1993 "Boom Shack-A-Lak" foi usado em muitos filmes de Hollywood, e Jas Mann, que liderou a banda Babylon Zoo e cujo single "Spaceman", de 1996, estabeleceu um recorde nas paradas do Reino Unido ao vender 418000 cópias na primeira semana de lançamento. A britânica de origem Tamil M.I.A., foi indicada para dois prêmios Grammy por seu single "Paper Planes", de 2008, e foi indicada ao Oscar de Melhor Trilha Sonora Original por "O... Saya", da trilha sonora de Slumdog Millionaire.
Em 2009, o artista de R&B e hip-hop Mumzy Stranger se tornou o primeiro britânico de Bangladesh a lançar um single musical, intitulado "One More Dance". Em outubro de 2009, o single "Down", de Jay Sean, alcançou o #1 na Billboard Hot 100 e vendeu quatro milhões de cópias nos Estados Unidos, tornando-o o primeiro artista solo de origem sul-asiática a chegar ao topo daquela parada musical. e o artista britânico de maior sucesso nas paradas americanas desde Elton John em 1997. Uma nova geração de músicos asiático-britânicos se seguiu, como Raxstar, Bilal (não confundir com o cantor americado de mesmo nome) e Nish. No início dos anos 2010, Siva Kaneswaran, do The Wanted, e Zayn Malik, do One Direction, ganharam considerável popularidade no mundo todo; Wanted alcançou a posição No. 3 na Billboard Hot 100 com "Glad You Came", enquanto o One Direction liderou a Billboard 200 com Up All Night. O youtuber e rapper britânico de Bangladesh Koomz tornou-se conhecido por seu single inovador "Mariah", que atingiu mais de 10 milhões de streams e visualizações em muitas plataformas, e também o número 1 no Official Asian Music Chart, em 2018.

### Caridade e inter-religiosidade
Há um número crescente de jovens asiático-britânicos que estão deixando uma marca nos setores de caridade e inter-religiosos. Um exemplo recente é Onkardeep Singh, que se tornou, em 2018, a pessoa mais jovem do sul da Ásia a receber um MBE por seus trabalhos inter-religiosos e voluntários. Neste contexto, também podemos citar Saif Uddin Ahmad, humanitário e CEO da Al-Khair Foundation, ex-presidente executivo das instituições de caridade britânicas Muslim Aid e Islamic Help, e fundador das instituições Faith Regen, MADE in Europe e Global One 2015. O escritor e consultor de investimentos responsáveis, Niaz Alam foi administrador da instituição de caridade War on Want de 2000 a 2007.

### Esportes

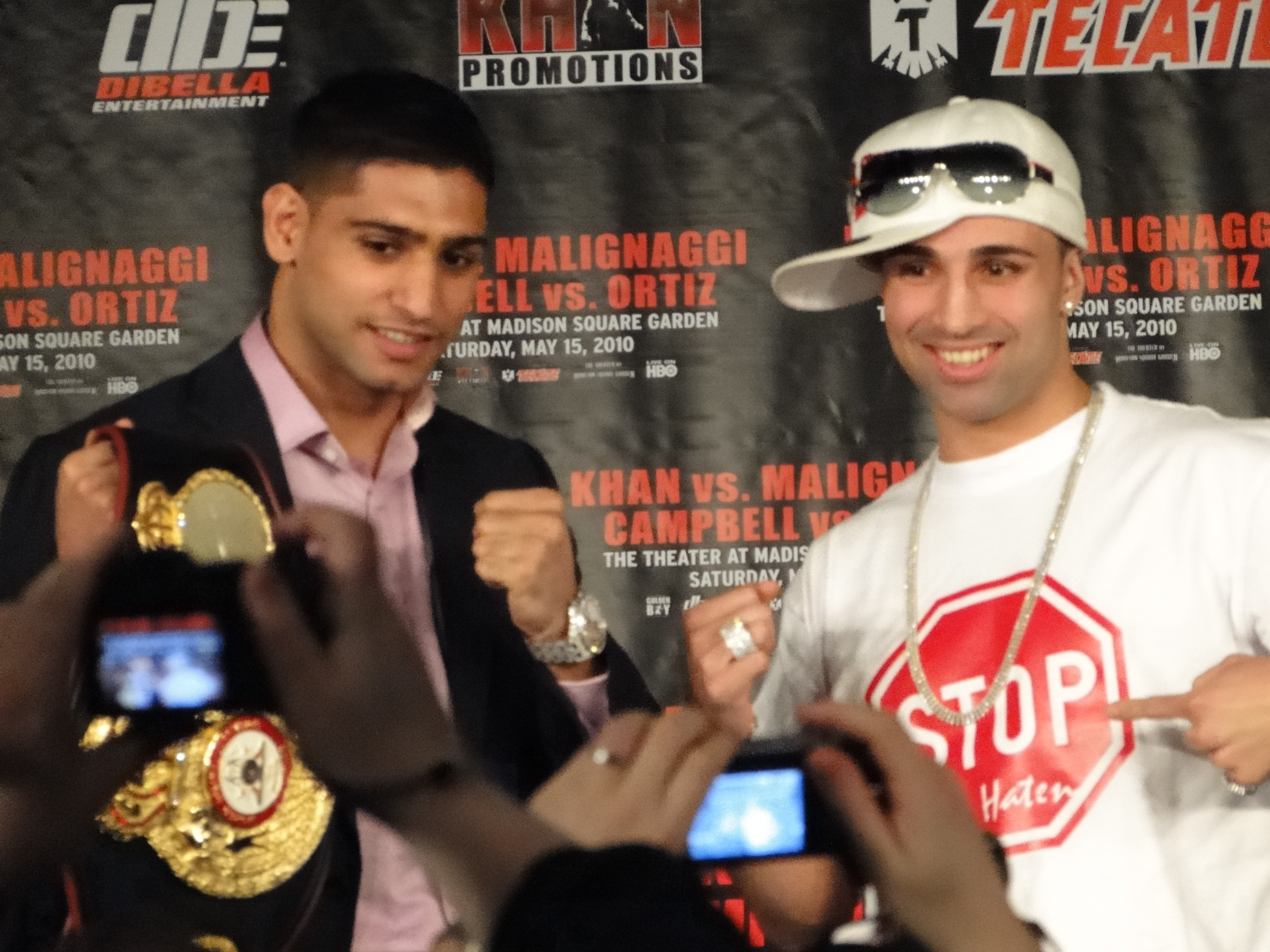
Amir Khan (esq.), ao lado do boxeador estadunidense Paulie Malignaggi (dir.)

Jawaid Khaliq, o primeiro boxeador campeão mundial de origem paquistanesa, nasceu em Nottingham, Inglaterra. Amir Khan, medalhista de prata nos Jogos Olímpicos de 2004, em Atenas, tornou-se um ícone cultural no Reino Unido, com audiências de TV de até 8 milhões de pessoas assistindo-o lutar. Khan representa a Grã-Bretanha no boxe e é ex-campeão mundial dos meio-médios da WBA.
O futebolista Michael Chopra jogou pela Seleção Inglesa de Futebol Sub-20 e se tornou o primeiro jogador de descendência indiana a jogar e marcar na Premier League. Em 2006, ele marcou um dos gols mais rápidos da história da competição, quinze segundos depois de entrar em campo como reserva. Neil Taylor, lateral do Aston Villa, também é descendente de indianos. Atualmente na Premier League, Hamza Choudhury, tornou-se o primeiro jogador descendente de bengalis a jogar na principal divisão do futebol inglês, e também fez aparições pela Seleção inglesa de sub-21 .
Assim como no Sul da Ásia, o esporte mais popular entre a comunidade asiático-britânica é o críquete; até um terço dos jogadores deste esporte em nível recreativo são descendentes daquela região do continente asiático; as much as third of the players of the sport at recreational level are of South Asian descent. Isso não se traduziu em níveis iguais de sucesso profissional, no entanto, com apenas 4,2% dos jogadores do críquete de primeira classe sendo de descendência britânica do sul asiático em todo o Reino Unido. Apesar disso, muitos asiático-britânicos passaram a representar a Inglaterra internacionalmente. Nasser Hussain, que era o capitão da seleção inglesa de críquete, nasceu em Madras, na Índia. Outras histórias de sucesso do passado incluíram Mark Ramprakash, de descendência indo-caribenha, Isa Guha, de ascendência bengali, e Monty Panesar, de ascendência sique indiana. Atualmente, Moeen Ali, carinhosamente conhecido pelos fãs como the beard's that's feared (em tradução livre, a barba que é temida), e Adil Rashid são os únicos jogadores da seleção masculina inglesa, ambos descendentes de paquistaneses.

Outras personalidades asiático-britânicas do esporte incluem:

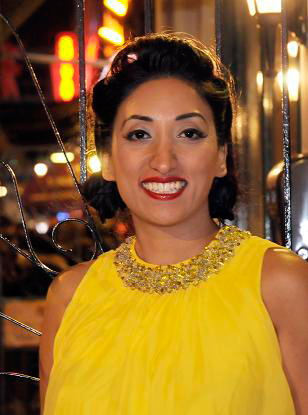
Shazia Mirza, popular comediante britânica, filha de muçulmanos paquistaneses

| - Akaash Bhatia - Haroon Khan - Vikram Solanki - Qasim Nisar - Imran Khan - Tanveer Ahmed - Sajid Mahmood - Saqlain Mushtaq - Adam Khan - Dimitri Mascarenhas - Ravi Bopara - Kabir Ali - Owais Shah - Kadeer Ali | - Hamza Riazuddin - Min Patel - Samit Patel - Riaz Amin - Adil Rashid - Zesh Rehman - Bilal Shafayat - Harpal Singh - Anwar Uddin - Usman Afzaal - Adnan Ahmed - Hammad Miah - Nayan Doshi - Majid Haq | - Ronnie Irani - Omer Hussain - Tosh Masson - Kash Gill - Netan Sansara - Mandip Sehmi - Rikki Bains - Rajiv Ouseph - Ali Jacko - Bulbul Hussain - Ruqsana Begum - Zubair Hoque |

### Celebridades na cultura popular
Os comediantes Sanjeev Bhaskar, Meera Syal, Papa CJ e Shazia Mirza são figuras reconhecidas na cultura popular britânica. Aneela Rahman, apresentadora do reality show Arrange Me a Marriage, da BBC, é uma escocesa com origem no sul da Ásia. Hardeep Singh Kohli é apresentador, repórter e comediante na televisão e rádio britânicas. Concorrentes britânicos de Bangladesh, Paquistão e Índia apareceram na versão inglesa de The Apprentice, incluindo Saira Khan, que agora trabalha na TV. Os locutores Daljit Dhaliwal, Krishnan Guru-Murthy e Samira Ahmed são nomes conhecidos do Channel 4 News.
Em 2008, na segunda temporada de Britain's Got Talent, um dos reality shows mais bem-sucedidos do país, a dupla de dança Signature, composta por Suleman Mirza (um britânico paquistanês) e Madhu Singh (um indiano britânico), realizou um fusão de Michael Jackson e o estilo de música e dança Bhangra, ficou em segundo lugar.
Humza Arshad e Ali Shahalom são comediantes asiático-britânicos bem conhecidos por seu trabalho no YouTube, que normalmente consiste em brincar com os estereótipos das culturas do Paquistão e Bangladesh, além da muçulmana. Em 2011, um dos vídeos de Arshad foi o sétimo mais visto do site de vídeos na Europa. Já Shahalom, que possui origem em Bangladesh, estrelou junto com Aatif Nawaz (paquistanês) o primeiro programa de esquetes britânico-islâmico da BBC, Muzlamic.

## Influência cultural

### Economia
Em 2001, o Centre for Social Markets estimou que as empresas asiático-britânicas contribuíram com mais de £5 bilhões para o PIB do Reino Unido. Muitos asiático-britânicos são considerados pessoas ricas, de classe média alta. Como proprietários de negócios e empresários,, entre outros feitos, são celebrados por revolucionar os pequenos comércios locais, expandindo o negócio de comida para viagem, incluindo a revitalização da indústria do fish and chips por parte dos chineses, e energizando a economia britânica a um grau que mudou para sempre as antiquadas leis de varejo do país. Em 2004, foi relatado que os siques tinham a maior porcentagem de propriedade de casas no país (82%) entre todas as comunidades religiosas do Reino Unido. Os hindus ficaram em terceiro lugar (74%), enquanto os budismo foram listados com 54% e as famílias muçulmanas com 52%.
Muitos asiáticos fizeram contribuições importantes para a economia, liderando e inovando nas principais indústrias do Reino Unido e internacionais. Devido ao seu sucesso comercial, há vários cidadãos britânicos ou bilionários residentes no Reino Unido de ascendência asiática. Nascido no Rajastão, Lakshmi Mittal é um dos homens mais ricos da Grã-Bretanha. Em 2017, a Forbes o classificou como a 56ª pessoa mais rica do mundo, com um patrimônio líquido de US$ 20,4 bilhões. Ele também é foi o 57º na lista de "Pessoas mais Poderosas" de 2015 da mesma revista. A Lista dos ricos do Sunday Times inclui Mittal em suas listas desde meados dos anos 2000.
Por vários anos, a publicação manteve a seção Lista de Ricos Asiáticos, apresentando os mais ricos asiático-britânicos e residentes no Reino Unido de ascendência asiática. Em 2019, oito dos dez primeiros, incluindo Mittal, eram de origem étnica do sul da Ásia, incluindo o britânico indiano S. P. Hinduja, de herança Sindi, que liderou o ranking através do Hinduja Group, com uma fortuna estimada em £ 22 bilhões. As exceções incluíram os irmãos David e Simon Reuben, que foram listados em segundo lugar. Com origem na comunidade judaica de Bagdá, apesar de nascidos na Índia, possuem patrimônio de £18 bilhões. Parte dos dez maiores desde 2018, o magnata Samuel Tak Lee nasceu em Hong Kong quando este ainda era um protetorado britânico. Outros bilionários da lista de 2019 incluem o britânico-iraquiano Nadhmi Auchi e o britânico-iraniano Farhad Moshiri.

### Culinária
A maior influência dos sul-asiáticos na cultura popular britânica foi, provavelmente, a difusão da culinária indiana embora, dos 9.000 restaurantes indianos no Reino Unido, a maioria seja administrada por Sylhetis; sua casa ancestral era parte da Índia britânica até a partição, em 1947.
Um registro antigo de um migrante Sylheti, de nome de Saeed Ullah, pode ser encontrado na autobiografia do oficial colonial Robert Lindsay. Diz-se que Ullah migrou não só para trabalhar, mas também para atacar Lindsay e vingar seus anciãos pela rebelião de Muharram, ocorrida em 1782. Eles, por fim, fizeram as pazes um com o outro e Saeed foi convidado para ir à casa de Lindsay como chef. O curry de Ullah é frequentemente considerado o primeiro a ser cozido na Grã-Bretanha.
Shah Abdul Majid Qureshi é considerado o primeiro Sylheti a abrir um restaurante no país. Chamava-se Dilkush Delight e estava localizado no Soho. Outro de seus restaurantes, conhecido como India Centre, ao lado do café Shah Jalal, do mestre Ayub Ali, outro imigrante Sylheti, tornou-se um centro para a comunidade asiática e um local onde a Liga da Índia realizava reuniões, atraindo figuras influentes como Subhas Chandra Bose, V. K. Krishna Menon e Mulk Raj Anand. Ayub Ali era uma figura influente, que apoiava os lascares, fornecendo-lhes comida e abrigo. Em 1943, Qureshi e Ali fundaram a Indian Seamen's Welfare League (em tradução livre, Liga do Bem-Estar dos Marinheiros Indianos), que garantiu o bem-estar social para muitos asiático-britânicos. Ali foi, também, presidente da Liga Muçulmana do Reino Unido, tendo ligações com Muhammad Ali Jinnah, que tornou-se o primeiro governador-geral do Paquistão, e Liaquat Ali Khan, primeiro-ministro paquistanês assassinado em 1951.
O Concurso Internacional de Chef Indiano do Ano foi criado em 1991 pelo famoso chef e restaurateur Tommy Miah MBE. O British Curry Awards foi criado pelo restaurateur Enam Ali MBE em 2005.

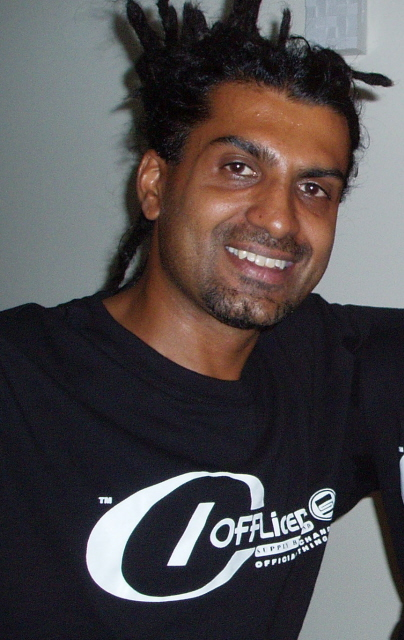
Apache Indian, músico que criou uma fusão de música indiana, reggae e hip hop

### Artes performáticas
Bhangra se tornou uma forma de música bastante popular entre muitos na Grã-Bretanha, não apenas a partir das obras de artistas britânicos do sul da Ásia, como Panjabi MC, Swami e Rishi Rich, mas também incorporada às obras de vários músicos sem origem asiática, incluindo não britânicos como a canadense Shania Twain, que criou uma versão alternativa de seu álbum multi-platina Up! com instrumentação indiana completa, produzida pela dupla Simon & Diamond, estes sim de origem sul-asiática. Diamond Duggal, mais conhecido como, também colaborou com o rapper haitiano Pras Michel, do Fugees, e sua banda Swami se tornou uma das renomadas da música do sul da Ásia, tendo participado da trilha sonora de vários filmes em Hollywood, além de videogames de sucesso.
Um dos primeiros artistas de origem indiana a alcançar o sucesso no mainstream foi o Apache Indian, que fundiu reggae e hip hop com música popular indiana para criar um som que transcendeu o gênero e encontrou um público multicultural. Ele é o único artista indiano a ter alcançado 7 sucessos no top 40 nas paradas do Reino Unido. Uma onda subsequente de artistas do underground asiático combinou elementos da dance music underground ocidental e da música tradicional de seus países de origem, como Nitin Sawhney, Talvin Singh, Asian Dub Foundation, Panjabi MC, Raghav e o Rishi Rich Project (apresentando Rishi Rich, Jay Sean e Juggy D)
A influência da música do sul da Ásia não veio apenas de sul-asiáticos que vivem no Reino Unido, mas também de alguns artistas britânicos que estavam começando a usar instrumentos daquela região, criando um novo som que era uma mistura de Sitar e tabla com instrumentos ocidentais mais baseados no rock, como bateria e guitarra.

### Mídia
Os filmes East Is East, Chicken Tikka Masala e Bend It Like Beckham, além dos programas de TV Goodness Gracious Me e The Kumars at No. 42, conseguiram atrair um grande público multiétnico. O sucesso e a popularidade do boxeador britânico paquistanês Amir Khan influenciaram o renascimento do boxe na ITV Sport.
A websérie asiática Corner Shop Show foi lançada pelo ator e diretor Islah Abdur-Rahman, temdo sido exibida entre 2014 e 2019.
Em 2020, a BBC Four lançou um episódio de A Very British History enfocando a história dos Bengali-britânicos e a emigração de Bangladesh a partir da década de 1960, apresentado pelo escritor Aminul Hoque.
Embora haja aproximadamente o dobro do número de sul-asiáticos no Reino Unido hoje em comparação com pessoas de ascendência africana, eles são menos representados na mídia do que qualquer outro grupo importante; no Reino Unido, há menos da metade de sul-asiáticos representados na mídia do que os descendentes de africanos e caribenhos.

### Prêmios e conquistas

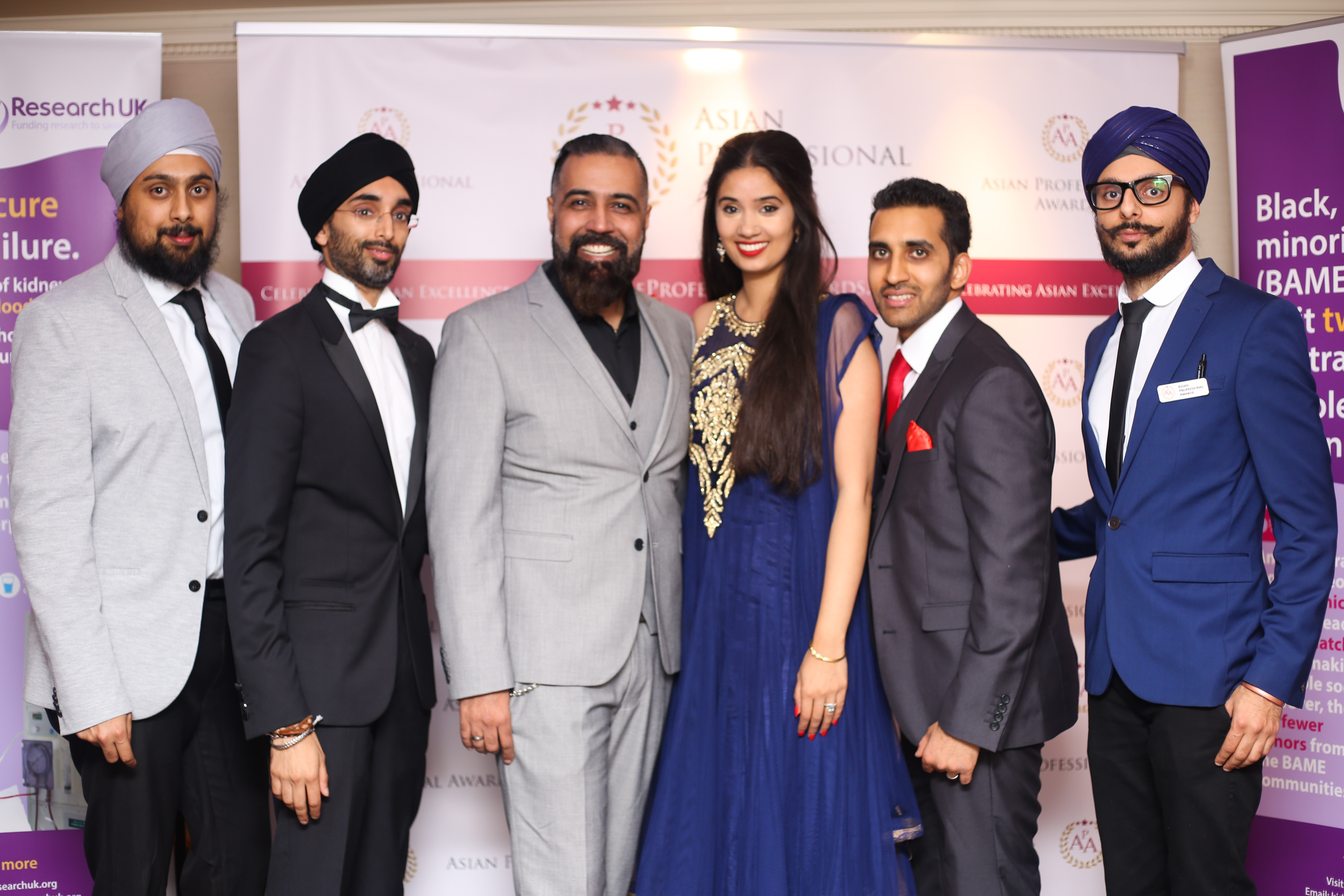
Agraciados pelo The Asian Professional Awards. Da esq. para a dir.: Onkardeep Singh MBE; Jasvir Singh OBE; Sunny Grewal e Shay Grewal; Harry Virdee; Param Singh MBE

Com o crescente número de grandes realizadores e pioneiros na comunidade asiática em uma variedade de profissões, ao longo dos anos ela criou uma variedade de cerimônias de premiação de alto nível para reconhecer realizações asiáticas em um amplo espectro profissional e de setores da sociedade. Essas organizações e cerimônias incluem:
- Asian Achievers Awards, organizado pela Asian Voice desde 2000, com as mulheres dominando a lista de indicados pela primeira vez em 2017[146];
- Asian Women of Achievement Awards, organizado por Pinky Lilani CBE DL desde 1999[147];
- Asian Legal Awards, organizado pela Society for Asian Lawyers desde 1994, tornando-se uma das mais antigas cerimônias de premiação da Ásia[148];
- Asian Curry Awards, que homenageia os melhores restaurantes asiáticos desde 2010;
- The Asian Awards, organizado pelo Lemon Group desde 2010 e, geralmente, com a presença de uma série de grandes celebridades[149];
- The Asian Professional Awards, organizado por Jasvir Singh OBE e Param Singh desde 2014 com o objetivo de celebrar o sucesso dos profissionais asiático-britânicos[150];
- The British Curry Awards, criado pelo restaurateur Enam Ali MBE em 2005.[140];
- Indian International Chef of the Year, criado 1991 pelo famoso chef e restaurateur Tommy Miah MBE.[139]

## Questões sociais e políticas

### Discriminação e racismo

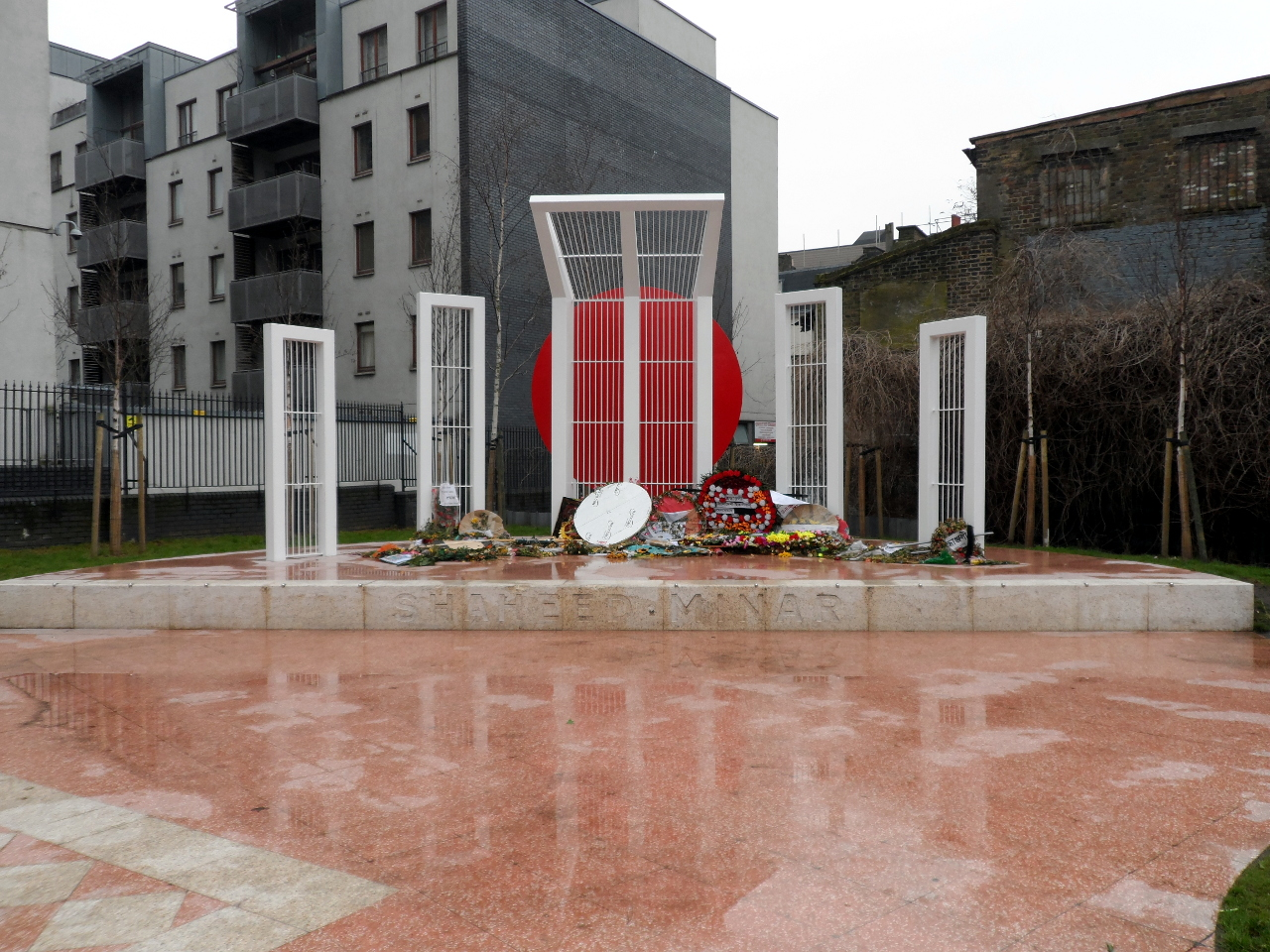
Shaheed Minar no Altab Ali Park, em Whitechapel, renomeado em homenagem à Altab Ali, bengali-britânico morto em crime racial na década de 1970

Os asiático-britânicos e suas comunidades têm sido historicamente sujeitos a formas de discriminação e racismo, especialmente com o iníco do processo de imigração significativa para o Reino Unido durante o século XX. No entanto, a situação se agravou ao longo da segunda metade daquele século, com exemplos de abusos enfrentados desde 1960 até 2020. Após o famoso discurso Rios de Sangue, de Enoch Powell, e o estabelecimento da ultradireitista Frente Nacional Britânica, no final dos anos 1960, a comunidade do sul da Ásia, em particular, enfrentou forte discriminação racial. Isso incluía racismo aberto em forma de agressões, no chamado Paki bashing, predominantemente por parte de skinheads white power, da Frente Nacional e o Partido Nacional Britânico, ao longo das décadas de 1970 e 1980. Inspirando-se no movimento dos direitos civis, no movimento Black Power e no movimento anti-apartheid da África do Sul, jovens ativistas começaram uma série de movimentos juvenis asiáticos antirracistas nas décadas de 1970 e 1980, incluindo o Bradford Youth Movement, em 1977, o Battle of Brick Lane, surgido após o assassinato de Altab Ali, ocorrido em 1978, e o Newham Youth Movement, criado após o assassinato de Akhtar Ali Baig, em 1980.
De acordo com as estatísticas do Reino Unido, durante a pandemia de COVID-19, os crimes de ódio dirigidos às comunidades do Sul e do Leste Asiático aumentaram entre duas e três vezes. Pesquisa do YouGov realizada em 2020 descobriu que 61% dos asiáticos do Reino Unido foram vítimas de calúnia racial, com os chineses em destaque (76%).

### Comunidades LGBTQ+
Houve relatos e exemplos de dificuldades culturais, com atos de intolerância com pessoas LGBTQ+ em algumas comunidades asiático-britânicas. A ITV News relatou: "Para muitos na Comunidade Asiática, o medo do estigma ou rejeição da família os leva a esconder o seu verdadeiro eu e, em casos extremos, recorrer ao alcoolismo, às drogas e até ao suicídio".
Em 1987, os pioneiros Shivanandan Khan e Poulomi Desai co-fundaram o Shakt, o primeiro grupo de campanha LGBTQ+ do sul da Ásia na Europa.
Em 2014, Nazim Mahmood, um médico asiático-britânico que trabalhava em Harley Street, cometeu suicídio após ser aconselhado por seus pais a "buscar uma cura" para sua sexualidade. Como resultado do suicídio de Mahmood, foi criada a Naz and Matt Foundation, uma instituição de caridade para desafiar a homofobia causada por crenças religiosas e culturais.
Em 2017, foi relatado como gays asiático-britânicos foram "forçados a casamentos heterossexuais" por pressão cultural e religiosa. Como resultado, alguns estavam encontrando ativamente outros membros gays do sexo oposto, para o que a BBC descreveu como "casamentos de conveniência".
Em 2018, a BBC relatou como a série britânica Ackley Bridge tinha desafiado "o tabu... da homossexualidade" na sociedade asiático-britânica. A emissora também relatou como uma pesquisa da Savanta ComRes mostrou que os asiático-britânicos de todas as idades pareciam ter "pontos de vista socialmente mais conservadores sobre as relações homossexuais". De acordo com uma pesquisa da instituição de caridade Stonewall, mais de 50% dos asiático-britânicos que se identificaram como LGBTQ+ enfrentaram discriminação.
Em 2019, a BBC documentou a luta dos gays para serem aceitos na comunidade Panjabe sique do Reino Unido. A ITV News informou sobre dificuldades semelhantes para Sikhs gays que vivem em Rochdale. Em 2020, a atriz britânica Jameela Jamil, descrevendo-se como queer, afirmou que "não é fácil ser aceita na comunidade do sul da Ásia".